# Serie A1 i volleyboll (damer)
Serie A1 är högstaserien i volleyboll för damer i Italien. Mästare utses genom cup-spel mellan de bäst placerade lagen. Serien tillhör de tuffaste inom damvolleybollen. De bästa lagen kvalificerar sig för spel i de europeiska cupturneringarna CEV Champions League, CEV Cup och CEV Challenge Cup, där de ofta är framgångsrika. 

## Upplagor
| Upplaga                         | Podium                            | Podium                                                     | Podium                                                                               |
| Upplaga                         | Guld                              | Silver                                                     | Brons                                                                                |
| ------------------------------- | --------------------------------- | ---------------------------------------------------------- | ------------------------------------------------------------------------------------ |
| Serien kallades Serie A         |                                   |                                                            |                                                                                      |
| 1946                            | Amatori Bergamo                   |                                                            |                                                                                      |
| 1947                            | Amatori Bergamo                   |                                                            |                                                                                      |
| 1948                            | Invicta Trieste                   |                                                            |                                                                                      |
| 1949 mer information            | Invicta Trieste                   | FARI Bergamo                                               | Lega Nazionale Trieste                                                               |
| 1950 mer information            | Lega Nazionale Trieste            | FARI Bergamo                                               | Invicta Trieste                                                                      |
| 1951 mer information            | Fari Brescia                      | Invicta Trieste                                            | Lega Nazionale Trieste                                                               |
| 1952                            | Fari Brescia                      | Invicta Trieste                                            | Pavoniana Brescia                                                                    |
| 1953                            | Audax Modena                      | Fari Brescia                                               | FARI Bergamo                                                                         |
| 1954                            | Indomita Modena                   | Audax Modena                                               | Pallavolo Reggio Emilia                                                              |
| 1955                            | Indomita Modena                   | Audax Modena                                               | FARI Bergamo                                                                         |
| 1956                            | Audax Modena                      | Indomita Modena                                            | Sport Club Libertas Palermo                                                          |
| 1957                            | Audax Modena                      | Indomita Modena                                            | Circolo Sportivo Rizzoli                                                             |
| 1958                            | Audax Modena                      | Circolo Sportivo Rizzoli                                   | Indomita Modena                                                                      |
| 1959                            | Audax Modena                      | Spes Trieste                                               | Indomita Modena                                                                      |
| 1960                            | Spes Trieste                      | Circolo Saves Alessandria                                  | Sestese Volley                                                                       |
| 1961                            | Spes Trieste                      | Circolo Saves Alessandria                                  | Muratori Vignola                                                                     |
| 1962                            | Spes Trieste                      | Muratori Vignola                                           | Indomita Modena                                                                      |
| 1962–1963                       | Muratori Vignola                  | Indomita Modena                                            | Sestese Volley                                                                       |
| 1963–1964                       | Sestese Volley                    | Muratori Vignola                                           | Indomita Modena                                                                      |
| 1964–1965                       | Pallavolo Reggio Emilia           | Volley Modena                                              | Muratori Vignola                                                                     |
| 1965–1966                       | Pallavolo Reggio Emilia           | Indomita Modena                                            | Volley Modena                                                                        |
| 1966–1967                       | Pallavolo Reggio Emilia           | Indomita Modena                                            | Gruppo Sportivo Fini Modena                                                          |
| 1967–1968                       | Pallavolo Reggio Emilia           | Gruppo Sportivo Fini Modena                                | Volley Modena                                                                        |
| 1968–1969                       | Gruppo Sportivo Fini Modena       | Pallavolo Reggio Emilia                                    | CUS Parma                                                                            |
| 1969–1970                       | Gruppo Sportivo Fini Modena       | CUS Parma                                                  | Pallavolo Reggio Emilia                                                              |
| 1970–1971                       | CUS Parma                         | Gruppo Sportivo Fini Modena                                | Pallavolo Sacile                                                                     |
| 1971–1972                       | Gruppo Sportivo Fini Modena       | Pallavolo Reggio Emilia                                    | CUS Parma                                                                            |
| 1972–1973                       | Gruppo Sportivo Fini Modena       | Pallavolo Reggio Emilia                                    | CUS Parma                                                                            |
| 1973–1974                       | Club Sportivo Robur               | Pallavolo Reggio Emilia                                    | CUS Parma                                                                            |
| 1974–1975                       | Club Sportivo Robur               | Volley Modena                                              | Pallavolo Alzano Lombardo                                                            |
| 1975–1976                       | Club Sportivo Robur               | Unione Sportiva Arbor                                      | Pallavolo Alzano Lombardo                                                            |
| 1976–1977                       | Pallavolo Alzano Lombardo         | Alma Juventus Fano                                         | Alidea Catania                                                                       |
| Serien byter namn till Serie A1 |                                   |                                                            |                                                                                      |
| 1977–1978                       | Unione Sportiva Arbor             | Pallavolo Cecina                                           | Pallavolo Alzano Lombardo                                                            |
| 1978–1979                       | Amatori Volley Bari               | Pallavolo Reggio Emilia                                    | Pallavolo Alzano Lombardo                                                            |
| 1979–1980                       | Alidea Catania                    | Pallavolo Reggio Emilia                                    | Pallavolo Cecina                                                                     |
| 1980–1981                       | Olimpia Teodora                   | Pallavolo Reggio Emilia                                    | Pallavolo Alzano Bergamo                                                             |
| 1981–1982                       | Olimpia Teodora                   | Pallavolo Reggio Emilia                                    | Volley Modena                                                                        |
| 1982–1983                       | Olimpia Teodora                   | Pallavolo Reggio Emilia                                    | Volley Modena                                                                        |
| 1983–1984                       | Olimpia Teodora                   | Amatori Volley Bari                                        | CUS Parma och Pallavolo Reggio Emilia                                                |
| 1984–1985                       | Olimpia Teodora                   | Pallavolo Reggio Emilia                                    | GS Brogliaccio och VBC Cassano d'Adda                                                |
| 1985–1986                       | Olimpia Teodora                   | Volley Modena                                              | Pallavolo Reggio Emilia och Amatori Volley Bari                                      |
| 1986–1987                       | Olimpia Teodora                   | Volley Modena                                              | GS Brogliaccio och Pallavolo Reggio Emilia                                           |
| 1987–1988                       | Olimpia Teodora                   | Volley Modena                                              | Amatori Volley Bari och Pallavolo Reggio Emilia                                      |
| 1988–1989                       | Olimpia Teodora                   | Pallavolo San Lazzaro                                      | Amatori Volley Bari och Pallavolo Nausicaa Reggio Calabria                           |
| 1989–1990                       | Olimpia Teodora                   | Pallavolo Reggio Emilia                                    | Pallavolo San Lazzaro och PVF Matera                                                 |
| 1990–1991                       | Olimpia Teodora                   | Pallavolo Sirio Perugia                                    |                                                                                      |
| 1991–1992                       | PVF Matera                        | Pallavolo Sirio Perugia                                    |                                                                                      |
| 1992–1993                       | PVF Matera                        | Olimpia Teodora                                            | GS Brogliaccio och Polisportiva Amazzoni Agrigento                                   |
| 1993–1994                       | PVF Matera                        | Volley Modena                                              | Olimpia Teodora och Polisportiva Amazzoni Agrigento                                  |
| 1994–1995                       | PVF Matera                        | Volley Modena                                              | Olimpia Teodora och Colli Aniene                                                     |
| 1995–1996                       | Volley Bergamo                    | Volley Modena                                              | Colli Aniene och Jogging Volley Altamura                                             |
| 1996–1997                       | Volley Bergamo                    | Volley Modena                                              | Virtus Reggio Calabria och Colli Aniene                                              |
| 1997–1998                       | Volley Bergamo                    | Pallavolo Reggio Emilia                                    | Volley 2000 Spezzano och Centro Ester Pallavolo                                      |
| 1998–1999                       | Volley Bergamo                    | Virtus Reggio Calabria                                     | Pallavolo Sirio Perugia och Volley Modena                                            |
| 1999–2000 mer information       | Volley Modena                     | Virtus Reggio Calabria                                     | Volley Bergamo                                                                       |
| 2000–2001 mer information       | Virtus Reggio Calabria            | Volley Bergamo                                             | Volley Modena och Olimpia Teodora                                                    |
| 2001–2002 mer information       | Volley Bergamo                    | AGIL Volley                                                | Pallavolo Sirio Perugia och Vicenza Volley                                           |
| 2002–2003 mer information       | Pallavolo Sirio Perugia           | AGIL Volley                                                | Volley Bergamo och Giannino Pieralisi Volley                                         |
| 2003–2004 mer information       | Volley Bergamo                    | Asystel Volley                                             | Giannino Pieralisi Volley och Volley Modena                                          |
| 2004–2005 mer information       | Pallavolo Sirio Perugia           | Volley Bergamo                                             | Chieri Torino Volley Club och Giannino Pieralisi Volley                              |
| 2005–2006 mer information       | Volley Bergamo                    | Giannino Pieralisi Volley                                  | Robursport Volley Pesaro och Asystel Volley                                          |
| 2006–2007 mer information       | Pallavolo Sirio Perugia           | Giannino Pieralisi Volley                                  | Asystel Volley och Robursport Volley Pesaro                                          |
| 2007–2008 mer information       | Robursport Volley Pesaro          | Pallavolo Sirio Perugia                                    | Asystel Volley och Volley Bergamo                                                    |
| 2008–2009 mer information       | Robursport Volley Pesaro          | Asystel Volley                                             | UYBA Volley och Volley Bergamo                                                       |
| 2009–2010 mer information       | Robursport Volley Pesaro          | Gruppo Sportivo Oratorio Pallavolo Femminile Villa Cortese | Giannino Pieralisi Volley och Volley Bergamo                                         |
| 2010–2011 mer information       | Volley Bergamo                    | Gruppo Sportivo Oratorio Pallavolo Femminile Villa Cortese | UYBA Volley och Asystel Volley                                                       |
| 2011–2012 mer information       | UYBA Volley                       | Gruppo Sportivo Oratorio Pallavolo Femminile Villa Cortese | River Volley och Volley Bergamo                                                      |
| 2012–2013 mer information       | River Volley                      | Imoco Volley                                               | UYBA Volley och Volley Bergamo                                                       |
| 2013–2014 mer information       | River Volley                      | UYBA Volley                                                | AGIL Volley och Imoco Volley                                                         |
| 2014–2015 mer information       | Volleyball Casalmaggiore          | AGIL Volley                                                | River Volley och Imoco Volley                                                        |
| 2015–2016 mer information       | Imoco Volley                      | River Volley                                               | LJ Volley och Volley Bergamo                                                         |
| 2016–2017 mer information       | AGIL Volley                       | River Volley                                               | Imoco Volley och Volleyball Casalmaggiore                                            |
| 2017–2018 mer information       | Imoco Volley                      | AGIL Volley                                                | Pallavolo Scandicci Savino Del Bene och UYBA Volley                                  |
| 2018–2019 mer information       | Imoco Volley                      | AGIL Volley                                                | Pallavolo Scandicci Savino Del Bene och Unione Sportiva Pro Victoria Pallavolo Monza |
| 2019–2020 mer information       | Avbruten p.g.a. Covid-19-pandemin | Avbruten p.g.a. Covid-19-pandemin                          | Avbruten p.g.a. Covid-19-pandemin                                                    |
| 2020–2021 mer information       | Imoco Volley                      | AGIL Volley                                                | Pallavolo Scandicci Savino Del Bene och Unione Sportiva Pro Victoria Pallavolo Monza |
| 2021–2022 mer information       | Imoco Volley                      | Unione Sportiva Pro Victoria Pallavolo Monza               | Pallavolo Scandicci Savino Del Bene och AGIL Volley                                  |
| 2022–2023 mer information       | Imoco Volley                      | Unione Sportiva Pro Victoria Pallavolo Monza               | AGIL Volley och Pallavolo Scandicci Savino Del Bene                                  |
| 2023–2024 mer information       | Imoco Volley                      | Pallavolo Scandicci Savino Del Bene                        | AGIL Volley och Unione Sportiva Pro Victoria Pallavolo Monza                         |
| 2024–2025 mer information       | Imoco Volley                      | Unione Sportiva Pro Victoria Pallavolo Monza               | Pallavolo Scandicci Savino Del Bene och AGIL Volley                                  |

## Medaljtabell
| Pos. | Lag                                                        | Guld | Silver | Brons |
| ---- | ---------------------------------------------------------- | ---- | ------ | ----- |
| 1    | Olimpia Teodora                                            | 11   | 1      | 3     |
| 2    | Volley Bergamo                                             | 8    | 2      | 8     |
| 3    | Imoco Volley                                               | 8    | 1      | 3     |
| 4    | Audax Modena                                               | 5    | 2      | -     |
| 5    | Pallavolo Reggio Emilia                                    | 4    | 12     | 6     |
| 6    | Gruppo Sportivo Fini Modena                                | 4    | 2      | 1     |
| 7    | PVF Matera                                                 | 4    | -      | 1     |
| 8    | Pallavolo Sirio Perugia                                    | 3    | 3      | 2     |
| 9    | Spes Trieste                                               | 3    | 1      | -     |
| 10   | Robursport Volley Pesaro                                   | 3    | -      | 2     |
| 11   | Club Sportivo Robur                                        | 3    | -      | -     |
| 12   | Indomita Modena                                            | 2    | 5      | 4     |
| 13   | River Volley                                               | 2    | 2      | 2     |
| 14   | Invicta Trieste                                            | 2    | 2      | 1     |
| 15   | Fari Brescia                                               | 2    | 1      | -     |
| 16   | Amatori Bergamo                                            | 2    | -      | -     |
| 17   | Volley Modena                                              | 1    | 9      | 7     |
| 18   | AGIL Volley                                                | 1    | 6      | 5     |
| 19   | Muratori Vignola                                           | 1    | 2      | 2     |
| 20   | Virtus Reggio Calabria                                     | 1    | 2      | 1     |
| 21   | CUS Parma                                                  | 1    | 1      | 5     |
| 22   | UYBA Volley                                                | 1    | 1      | 4     |
| 23   | Amatori Volley Bari                                        | 1    | 1      | 3     |
| 24   | Unione Sportiva Arbor                                      | 1    | 1      | -     |
| 25   | Pallavolo Alzano Lombardo                                  | 1    | -      | 4     |
| 26   | Lega Nazionale Trieste                                     | 1    | -      | 2     |
|      | Sestese Volley                                             | 1    | -      | 2     |
| 28   | Alidea Catania                                             | 1    | -      | 1     |
|      | Volleyball Casalmaggiore                                   | 1    | -      | 1     |
| 30   | Unione Sportiva Pro Victoria Pallavolo Monza               | -    | 3      | 3     |
| 31   | Gruppo Sportivo Oratorio Pallavolo Femminile Villa Cortese | -    | 3      | -     |
| 32   | Asystel Volley                                             | -    | 2      | 4     |
|      | Giannino Pieralisi Volley                                  | -    | 2      | 4     |
| 34   | FARI Bergamo                                               | -    | 2      | 2     |
| 35   | Circolo Saves Alessandria                                  | -    | 2      | -     |
| 36   | Pallavolo Scandicci Savino Del Bene                        | -    | 1      | 6     |
| 37   | Circolo Sportivo Rizzoli                                   | -    | 1      | 1     |
|      | Pallavolo Cecina                                           | -    | 1      | 1     |
|      | Pallavolo San Lazzaro                                      | -    | 1      | 1     |
| 40   | Alma Juventus Fano                                         | -    | 1      | -     |
| 41   | Colli Aniene                                               | -    | -      | 3     |
|      | GS Brogliaccio                                             | -    | -      | 3     |
| 43   | Polisportiva Amazzoni Agrigento                            | -    | -      | 2     |
| 44   | Centro Ester Pallavolo                                     | -    | -      | 1     |
|      | Chieri Torino Volley Club                                  | -    | -      | 1     |
|      | Jogging Volley Altamura                                    | -    | -      | 1     |
|      | LJ Volley                                                  | -    | -      | 1     |
|      | Pallavolo Alzano Bergamo                                   | -    | -      | 1     |
|      | Pallavolo Nausicaa Reggio Calabria                         | -    | -      | 1     |
|      | Pallavolo Sacile                                           | -    | -      | 1     |
|      | Pavoniana Brescia                                          | -    | -      | 1     |
|      | Sport Club Libertas Palermo                                | -    | -      | 1     |
|      | VBC Cassano d'Adda                                         | -    | -      | 1     |
|      | Vicenza Volley                                             | -    | -      | 1     |
|      | Volley 2000 Spezzano                                       | -    | -      | 1     |